# Tsampa
Tsampa este o faina facuta din orz prajit in nisip pana plesneste, cernuta de nisip cu site si macinata. Faina bine mirositoare se amesteca cu ceai cu unt, bere sau lapte pana se formeaza un fel de pasta care se manaca - numita tsampa. 
Tsampa este o mancare de baza in unele regiuni ale Tibetului.